# 王子凌
王子凌（1972年2月14日—）是一名中国前排球运动员。她在1996年夏季奥林匹克运动会中，参加了女子排球比赛并获得银牌。此外她还曾在1995年女子排球世界杯中获得铜牌。